# Madeleine Dubé
Pour les articles homonymes, voir Dubé.
Madeleine Dubé, née le 26 septembre 1961 à Edmundston, est une femme politique canadienne. De 1999 à 2018, elle est députée progressiste-conservatrice de la circonscription d'Edmundston—Madawaska-Centre (anciennement Edmundston, puis Edmundston-Saint Basile) à l'Assemblée législative du Nouveau-Brunswick.

## Biographie
Madeleine Dubé est membre du Parti progressiste-conservateur du Nouveau-Brunswick. Elle est réélue le 18 septembre 2006, lors de la 56e élection générale, pour représenter la circonscription d'Edmundston-Saint-Basile  à l'Assemblée législative du Nouveau-Brunswick, dans la 56e législature.
Elle est réélue à la 57e législature le 27 septembre 2010, lors de la 57e élection générale. Elle est assermentée le 12 octobre 2010 au poste de ministre de la Santé dans le gouvernement David Alward.
Elle ne se représente pas aux élections générales néo-brunswickoises de 2018, mettant un terme à sa carrière politique. En juin 2018, elle est nommée vice-rectrice du campus d'Edmundston de l'Université de Moncton,.
En avril 2025 elle est nommée chancelière de l’Université de Moncton pour un mandat de cinq ans.